# 2229 Mezzarco
2229 Mezzarco eller 1977 RO är en asteroid i huvudbältet som upptäcktes den 7 september 1977 av den Schweiziska astronomen Paul Wild vid Observatorium Zimmerwald. Den har fått sitt namn efter italienska ordet för valv.
Asteroiden har en diameter på ungefär 8 kilometer.